# Kowtow
Kowtow – trzeci album studyjny zespołu Pendragon. Został wydany w 1988, przez wytwórnię Toff Records założoną przez Nicka Barretta. 

## Spis utworów
Album zawiera utwory:
1. Saved by You – 3:58
2. The Mask – 4:01
3. Time for a Change – 3:56
4. I Walk the Rope – 4:47
5. 2 AM – 4:14
6. Total Recall – 7:00
7. The Haunting – 10:40
8. Solid Heart – 4:20
9. Kowtow – 8:56

## Skład zespołu
Twórcami albumu są:
- Nick Barrett – śpiew, gitara
- Clive Nolan – instrumenty klawiszowe
- Peter Gee – gitara basowa, gitara
- Fudge Smith – instrumenty perkusyjne